# Всеобщие выборы в Либерии (1927)
Всеобщие выборы прошли в Либерии 3 мая 1927 года. На президентских выборах победу одержал Чарльз Кинг из Партии истинных вигов, переизбравшись на третий срок и победив Томаса Фолкнера из Народной партии.
По словам Фрэнсиса Джонсон-Морриса, современного руководителя Национальной избирательной комиссии Либерии, выборы 1927 года были «самыми непрозрачными из когда-либо проводившихся». Помимо этого, эти выборы вошли в Книгу рекордов Гиннесса как «выборы с самым высоким уровнем фальсификации»: при 15 000 официально зарегистрированных избирателях, Кинг получил 243 000 голосов, в то время как Фолкнер — 9 000.

## Результаты
| Кандидат      | Партия                | Голосов | %     |
| ------------- | --------------------- | ------- | ----- |
| Чарльз Кинг   | Партия истинных вигов | 243 000 | 96,43 |
| Томас Фолкнер | Народная партия       | 9 000   | 3,57  |
| Итог          | Итог                  | 252 000 | 100   |

## После выборов
После выборов Фолкнер обвинил многих членов правящей Партии истинных вигов в использовании рабского труда на дому и продаже рабов в испанскую колонию Фернандо-По, а также в задействовании армии в этих процессах. Несмотря на отрицание правительством этих обвинений и отказе сотрудничать с оппозицией по этому вопросу, Лига Наций организовала Международную комиссию по расследованию наличия рабства и принудительного труда в Республике Либерия под руководством британского юриста Катберта Кристи. Президент США Герберт Гувер ненадолго разорвал отношения с Либерией для оказания влияния на эту страну. В 1930 году комиссия опубликовала доклад, в котором, несмотря на отсутствие прямых обвинений в использовании рабского и насильственного труда, были выдвинуты обвинения против многих либерианских чиновников, в том числе Кинга и премьер-министра Аллена Янси в получении пользы от принудительного труда, который приравнивался к рабству. На фоне доклада было предложено сделать Либерию мандатной территорией Лиги Наций, то есть перевести страну на внешнее управление. В результате Палата представителей начала процедуру импичмента Кинга, который вскоре сам подал в отставку. Его преемником стал Джеймс Эдвин Баркли. Фолкнер принял участие в выборах 1931 года, но снова проиграл.